# Furulunds köping
Denna artikel handlar om den tidigare kommunen Furulunds köping. För orten se Furulund.
Furulunds köping var en tidigare kommun i Malmöhus län. 

## Administrativ historik
Furulunds köping bildades 1952 genom sammanläggning av de tidigare kommunerna Lackalänga landskommun och Stävie landskommun. Furulunds municipalsamhälle hade då sedan 4 oktober 1901 funnits inom Lackalänge landskommun.  1969 uppgick köpingen i Kävlinge köping som sedan 1971 ombildades till Kävlinge kommun.
Köpingen hörde till Lackalänga och Stävie församlingar.

## Heraldiskt vapen
Furulunds köping saknade vapen.

## Geografi
Furulunds köping omfattade den 1 januari 1952 en areal av 22,18 km², varav 21,98 km² land.

### Tätorter i köpingen 1960
I Furulunds köping fanns tätorten Furulund, som hade 2 300 invånare den 1 november 1960. Tätortsgraden i köpingen var då 80,8 procent.

## Politik

### Mandatfördelning i valen 1950-1966
| 26 | 3 | 6 |

| 32 |

| 23 | 5 | 4 | 3 |

| 34 |

| 23 | 6 | 2 | 4 |

| 33 |

| 24 | 5 | 3 | 3 |

| 30 | 5 |

| 23 | 5 | 4 | 3 |

| 29 | 6 |